# 戸川八百次郎
戸川 八百次郎（とがわ やおじろう、天保2年（1831年） - ?）は、江戸時代末期（幕末）の幕臣（旗本）500石。官位は大隅守。八百次郎は通称、諱は不明。
戸川鏜太郎の子として生まれた。若くして諸大夫となり、中小姓・目付を歴任、布衣の着用も許された。さらに官位（大隅守）も受領した。
父が部屋住で早世していたため、祖父・安清の養子となり、慶応2年（1866年）12月に跡目相続した。

## 系譜
- 父：戸川鏜太郎
- 母：不詳
- 養父：戸川安清
- 妻：不詳